# Fouilleuse
Fouilleuse – miejscowość i gmina we Francji, w regionie Hauts-de-France, w departamencie Oise.
Według danych na rok 1990 gminę zamieszkiwało 68 osób, a gęstość zaludnienia wynosiła 23 osoby/km² (wśród 2293 gmin Pikardii Fouilleuse plasuje się na 929. miejscu pod względem liczby ludności, natomiast pod względem powierzchni na miejscu 1058.).